# 穆罕默德·沙希德·阿拉姆 (印度外交官)
穆罕默德·沙希德·阿拉姆（1983年6月14日—），印度外交官，曾任印度駐吉達總領事。

## 經歷
穆罕默德·沙希德·阿拉姆生於1983年6月14日，出身賈坎德邦丹巴德。他擁有新德里印度國立伊斯蘭大學的地理學學士和碩士學位。
2010年進入印度外事服務部。他最初在新德里的印度外交部海灣司工作，之後擔任印度駐吉達總領事館副總領事，在任期間，他在促進印度朝覲者前往麥加的過程中發揮了重要作用。他還曾在印度駐阿聯酋大使館擔任商務二等秘書（2014年至2015年），以及在印度駐埃及大使館擔任三等秘書，並接受語言培訓（2012年至2014年）。
2021年至2024年，擔任印度駐吉達總領事。随后前往印度驻伦敦高级专员公署任职。

### 事件
2011年，穆罕默德·沙希德·阿拉姆爲前往紐約參加培訓而申請美國簽證，簽證流程因姓名與美國資料庫中恐怖分子的姓名相符而延誤，導致他無法如期前往紐約從而放棄了行程。據稱印度政府消息人士稱已有多起美國拒向印度穆斯林政府官員發放簽證的案例。

## 個人生活
他選擇了阿拉伯語作爲印度外交部的必修外語，能流利使用該語言。此外，他也精通英語、印地語和烏爾都語。
他興趣廣泛，喜歡閱讀書籍、打板球和潛水。妻子是一名醫生。